# Бжозово (гміна Пшибернув)
Бжозово (пол. Brzozowo, нім. Bresow) — село в Польщі, у гміні Пшибернув Голеньовського повіту Західнопоморського воєводства.
Населення — 253 особи (2011).
У 1975-1998 роках село належало до Щецинського воєводства.

## Демографія
Демографічна структура станом на 31 березня 2011 року:
|          | Загалом | Допрацездатний вік | Працездатний вік | Постпрацездатний вік |
| -------- | ------- | ------------------ | ---------------- | -------------------- |
| Чоловіки | 133     | 34                 | 91               | 8                    |
| Жінки    | 120     | 25                 | 78               | 17                   |
| Разом    | 253     | 59                 | 169              | 25                   |